# Соціальне страхування
Соціа́льне страхува́ння — фундаментальна основа державної системи соціального захисту населення, що уможливлює матеріальне забезпечення і підтримку непрацездатних громадян за рахунок фондів, сформованих працездатними членами суспільства.
Соціальне страхування — це сукупність відносин, яка пов'язана з формуванням і витратами фондів грошових коштів для матеріального забезпечення непрацездатних. 
Загальнообов'язкове державне соціальне страхування — система прав, обов'язків і гарантій, яка передбачає надання соціального захисту (включає матеріальне забезпечення громадян у разі хвороби; повної, часткової або тимчасової втрати працездатності; втрати годувальника; безробіття з незалежних від них обставин, а також у старості та в інших випадках, передбачених законом) за рахунок грошових фондів, що формуються шляхом сплати страхових внесків власником або уповноваженим ним органом (далі — роботодавець), громадянами, а також бюджетних та інших джерел, передбачених законом.

## Суб'єкти та принципи соціального страхування
Суб'єктами соціального страхування є: держава, підприємства і організації, профспілки та громадяни.
Для соціального страхування властиві принципи:
- загальність забезпечення громадян соціальним страхуванням за рахунок коштів підприємств, організації та держави;

- оптимальність поєднання інтересів особи, трудового колективу і суспільства при використанні страхових коштів;

- управління соціальним страхуванням через колективи працівників.

Основними формами надання соціальної допомоги є: виплати, фінансування послуг і надання пільг.

## Історія виникнення і розвитку соціального страхування в Україні
Історія створення інституту соціального захисту працюючих і, зокрема, соціального страхування, нараховує більш 100 років: бере свій початок з Німеччини, де протягом 1883–1889 років було прийнято низку законів про організацію державного соціального страхування робітників. Такий приклад швидко поширився в західних країнах, а потім і по всьому світі; нині майже повсюдно існує державна система соціального страхування — і природно, що в залежності від групи держав (або й окремої держави) спостерігається чимала різниця в можливостях соціального захисту.
Україні притаманний власний шлях розвитку соціального страхування. Перші страхові закони в Україні, яка була складовою частиною Російської імперії, з'явились на початку 20 століття як захисна реакція урядових структур на вимоги робітників створити гарантовані правила соціальної захищеності на виробництві. Уже в 1901 році законодавчим актом передбачалось призначення пенсій робітникам гірничих заводів і копалень за рахунок роботодавців, яких визнавали винними в пошкодженні здоров'я. І, як прямий наслідок організованих виступів і масових страйків робітників, 2 червня 1903 року введено «Правила о вознаграждении потерпевших вследствие несчастных случаев рабочих и служащих, а равно членов их семейств в предприятиях фабрично-заводской, горной и горнозаводской промышленности» — цей день вважається днем започаткування державного соціального страхування в Росії та Україні.
У 1912 році прийнято на державному рівні закони «Про забезпечення робітників на випадок захворювання», «Про страхування робітників від нещасних випадків на виробництві» і ряд інших. Було створено так звані лікарняні каси — пізніше їх стали називати страховими касами — які надавали робітникам два види допомоги: у випадку захворювання та при нещасному випадку. Допомога по тимчасовій непрацездатності призначалась від половини до двох третин заробітку і виплачувалась лише з четвертого дня хвороби. Допомога по вагітності і пологах видавалась протягом шести неділь робітницям, які пропрацювали на даному підприємстві не менше трьох місяців.
Після 1917 року соціальне страхування в Україні розвивалось в єдиному руслі всіх республік Радянського Союзу. У перші роки після революції в умовах громадянської війни йшли пошуки ефективніших форм соціального захисту трудівників — і, як наслідок, в 1918 році було прийнято положення про соціальне забезпечення працюючих, яке гарантувало забезпечення всіх найманих працівників незалежно від особливостей праці допомогою при тимчасовій втраті заробітку у зв'язку з хворобою, пологами і родами, каліцтвом. Починаючи з 1922 року виплата допомоги здійснювалася безпосередньо підприємствами в залік страхових внесків.
У 1929 році державне соціальне страхування мало єдиний цільовий бюджет: у нормативних-правових актах підкреслювалось, що кошти державного соціального страхування є цільовими і використовувати їх на інші цілі недопустимо. А з 1931 року за рахунок коштів державного соціального страхування фінансуються санаторно-курортне лікування в спеціалізованих установах, санаторіях, пансіонатах, будинках відпочинку та дитячі оздоровчі табори.
Переломним моментом в історії соціального страхування є передача його в управління профспілкам: рішенням союзного уряду 23 червня 1933 року всі кошти соціального страхування, а також санаторії, будинки відпочинку та ряд інших установ було передано профспілкам.
Демократичні перетворення в суспільстві вимагали відповідних змін і в правових відносинах — і в Україні на порядок денний постало питання про удосконалення системи соціального страхування. У лютому 1991 року Уряд України і профспілки (на той час Рада Федерації незалежних профспілок України) прийняли спільну постанову «Про управління соціальним страхуванням в Україні», а в березні того ж року профспілки за участю представників Мінпраці, Мінфіну, Нацбанку України на практиці реалізували положення прийнятої спільної постанови. Так було створено принципово нову структуру — Фонд соціального страхування України. Організаційно Фонд здійснював свою діяльність через створене правління Фонду, до складу якого входила абсолютна більшість представників від профспілкових об'єднань. Правління Фонду розробляло та затверджувало Положення про Фонд та його виконавчі органи. Метою створення фонду було забезпечити фінансову самостійність та стабільність системи соціального страхування.
18 січня 2001 року Верховною Радою України, відповідно до Основ законодавства України про загальнообов'язкове державне соціальне страхування, прийнято Закон України «Про загальнообов'язкове державне соціальне страхування у зв'язку з тимчасовою втратою працездатності та витратами, зумовленими народженням та похованням» і визначено Фонд соціального страхування з тимчасової втрати працездатності правонаступником Фонду соціального страхування України.

## Соціальне страхування в сучасній Україні
Відповідно до статті 46 Конституції України, громадяни мають право на соціальний захист. Це право гарантується загальнообов'язковим державним соціальним страхуванням, а також добровільним соціальним страхуванням через страхові компанії, що мають ліцензії Національного комітету фінансових послуг України.

### Загальнообов'язкове державне соціальне страхування
Це система прав, обов'язків і гарантій, яка передбачає надання соціального захисту (що включає матеріальне забезпечення громадян у визначених законом випадках) за рахунок грошових фондів, що формуються шляхом сплати страхових внесків роботодавцями, громадянами, а також за рахунок бюджетних та інших джерел, передбачених законом. Пенсії та інші види соціальних виплат та допомоги, що є основним джерелом існування, мають забезпечувати рівень життя, не нижчий від прожиткового мінімуму, встановленого законом.

#### Види обов'язкового державного соціального страхування
В Україні існують такі види загальнообов'язкового державного соціального страхування:
| Тип соціального страхування | Механізм реалізації |
| --- | --- |
| На випадок безробіття | здійснюється через Фонд загальнообов'язкового державного соціального страхування України на випадок безробіття          |
| Соціальне страхування з тимчасової втрати працездатності та витратами, зумовленими похованням | здійснюється через Фонд соціального страхування з тимчасової втрати працездатності                                      |
| Від нещасного випадку на виробництві та професійного захворювання, які спричинили втрату працездатності | здійснюється через Фонд соціального страхування від нещасних випадків на виробництві та професійних захворювань України |
| Пенсійне страхування. | здійснюється через Пенсійний фонд України та недержавні пенсійні фонди                                                  |
| Фонд соціального страхування - створюється шляхом злиття Фонду соціального страхування від нещасних випадків на виробництві та професійних захворювань України та Фонду соціального страхування з тимчасової втрати працездатності. Закон № 77-VIII від 28.12.2014 | |

### Добровільне соціальне страхування
Окрім державного соцстраху, що фінансується з офіційної зарплати громадян, є підприємства соцстраху приватної та змішаної (державно-приватної) форми власності. Підприємства, що мають статутний фонд в еквіваленті 10 (десять) мільйонів євро та відповідну ліцензію, мають право здійснювати страхування життя (на випадок смерті чи інвалідності годувальника сім'ї). Підприємства, що володіють статутним фондом в еквіваленті 1 (одного) млн євро та відповідну ліцензію, можуть займатися іншими формами страхування, в тому числі соціальним страхуванням на випадок втрати працездатності, нещасних випадків поза виробництвом та інших (як професійних, так і непрофесійних) захворювань. Також, згідно з законом про недержавне пенсійне забезпечення, приватні структури мають право відкривати пенсійні програми своїм співробітникам.